# 于贝尔·皮埃洛
于贝尔·马里·欧仁·皮埃洛（法語：Hubert Marie Eugène Pierlot，法語發音：[ybɛʁ maʁi øʒɛn pjɛʁlo]，1883年12月23日—1963年12月13日），比利时政治家，1939年至1945年间任比利时首相。